# Joanna de Vincenz
Joanna de Vincenz (* 1. Juli 1967 in Stargard Szczeciński, Polen) ist eine deutsch-polnische Publizistin und Autorin. Sie lebt in Heidelberg.

## Leben
Joanna de Vincenz wuchs in der Nähe von Stettin auf. Im Alter von 18 Jahren übersiedelte sie zu ihrer Familie nach Hamburg. Sie absolvierte Slawistik und osteuropäische Geschichte nach den Studium an der Universität Göttingen (1987–1992) und der Universität Frankfurt am Main (1992–1994). 2001 nahm sie das Promotionsstudium am Slawischen Institut der Universität Frankfurt am Main auf, das sie nach dem Tod ihrer Promotorin Gudrun Lange im Jahr 2004 abbrach.
In ihrer publizistischen Tätigkeit wendet sie sich vorwiegend der Thematik der deutsch-polnischen historischen und kulturellen Beziehungen zu. Sie veröffentlicht (unter den Namen Joanna Skibinska, Joanna de Vincenz oder Joanna Vincenz) in den Blättern Rzeczpospolita, Tygodnik Powszechny, Gazeta Wyborcza, Borussia, Süddeutsche Zeitung, Frankfurter Rundschau, deutsch-polnisches Magazin "Dialog", "Czas Literatury" , "Tworczosc", "Zeszyty Literackie" (Palimpsest) sowie im Hörfunk im Polski Magazyn Radiowy bei SFB, Deutsche Welle und Deutschlandfunk.
2001 und 2002 wurde sie für den Deutsch-Polnischen Journalistenpreis nominiert, 2001 für den Text in Tablica na murze milczenia (übers. Die Gedenktafel an der Mauer des Schweigens), 2002 für den Text Wywolane z pamieci (übers. Aus dem Gedächtnis hervorgerufen).

## Publikationen

### Bücher
- Basil Kerski, Joanna Skibinska: Ein jüdisches Leben im Zeitalter der Extreme. Gespräche mit Arno Lustiger. fibre, Osnabrück 2004.
- Joanna Skibinska: Die letzten Zeugen. Gespräche mit Überlebenden des KZ-Außenlagers „Katzbach“ in den Adlerwerken Frankfurt am Main. Co-Con Verlag, Hanau 2005.
- Basil Kerski, Joanna Vincenz: Swiadek i historyk: rozmowy z Arno Lustigerem. Sejny, Pogranicze 2009
- Joanna Skibinska: All das sind unübersetzbare Werke. In: Marcel Reich-Ranicki: Aus persönlicher Sicht. Gespräche. München 2006.

### Übersetzungen
- Felicitas Hoppe: Wiecha. O urokach prowincji. In: Zycie w cieniu slow. Wybor prozy niemieckojezycznej lat dziewiecdziesiatych. wyd. Czarne, Wolowiec 2004.
- Paul Celan. In: Zeszyty Literackie. 8/2020.
- Rainer Rene Mueller. In: Zeszyty Literackie. 8/2020.